# Лажиш-ду-Пику (район)
Лажиш-ду-Пику (порт. Lajes do Pico) — район (фрегезия) в Португалии, входит в округ Азорские острова. Расположен на острове Пику. Является составной частью муниципалитета Лажиш-ду-Пику. Население составляет 1780 человек на 2001 год. Занимает площадь 52,83 км².
Покровителем района считается Троица (порт. Santissima Trindade).